# 10583 Kanetugu
10583 Kanetugu este un asteroid din centura principală de asteroizi.

## Descriere
10583 Kanetugu este un asteroid din centura principală de asteroizi. A fost descoperit pe 21 noiembrie 1995 la Nanyo de Tomimaru Okuni. El prezintă o orbită caracterizată de o semiaxă mare de 3,11 ua, o excentricitate de 0,23 și o înclinație de 14,7° în raport cu ecliptica.